# Iglesia de San Millán (Ali)
La iglesia de San Millán es un templo situado en el concejo de Ali, en el municipio alavés de Vitoria.

## Descripción

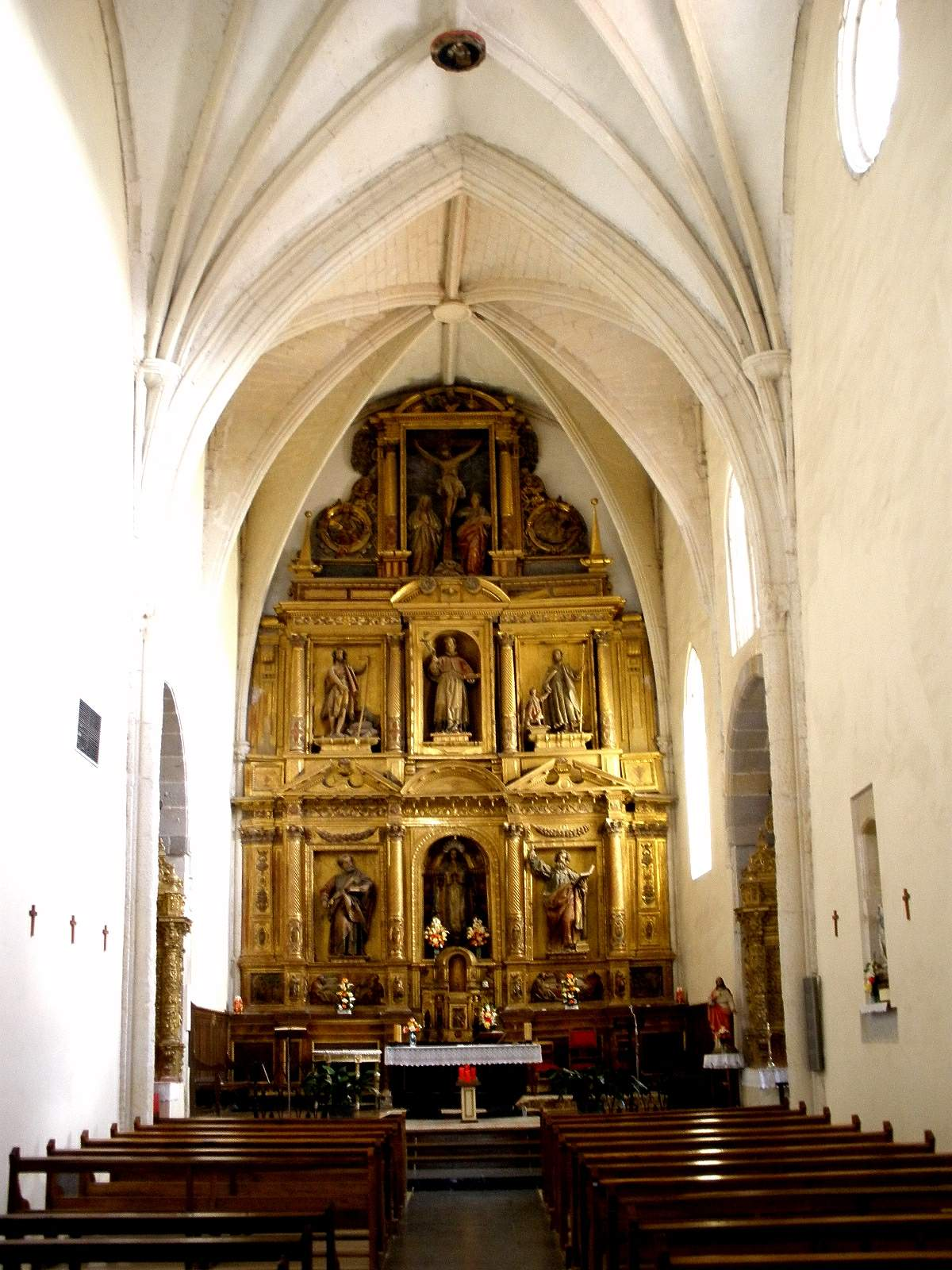
Vista del interior de la iglesia

Construida entre los siglos XIII y XIV y con retablo mayor de Diego de Ibarrola, está protegida bajo la categoría de «zona de presunción arqueológica». Se menciona como iglesia parroquial del lugar en el Diccionario geográfico-estadístico-histórico de España y sus posesiones de Ultramar de Pascual Madoz, donde se asegura que, a mediados del siglo XIX, estaba «servida por dos beneficiados». Décadas después, ya en el siglo XX, Vicente Vera y López vuelve a reseñarla en el tomo de la Geografía general del País Vasco-Navarro dedicado a Álava, en el que se describe con las siguientes palabras: «Su parroquia rural, de segunda clase, está dedicada á San Millán y pertenece al arciprestazgo de Armentia».
Los registros sacramentales de bautismos, matrimonios y decesos generados por la parroquia de San Millán desde el siglo XV hasta el final del XIX se conservan con los del resto de iglesias de la provincia en el Archivo Histórico Diocesano de Vitoria, donde pueden consultarse.